# Оку Ясуката
Оку Ясуката (яп. 奥 保鞏; 5 января 1847 (ныне — префектура Фукуока) — 19 июля 1930) — маршал Японской империи (24.10.1911), граф (21.09.1907), участник русско-японской войны 1904-1905 гг.

## Биография

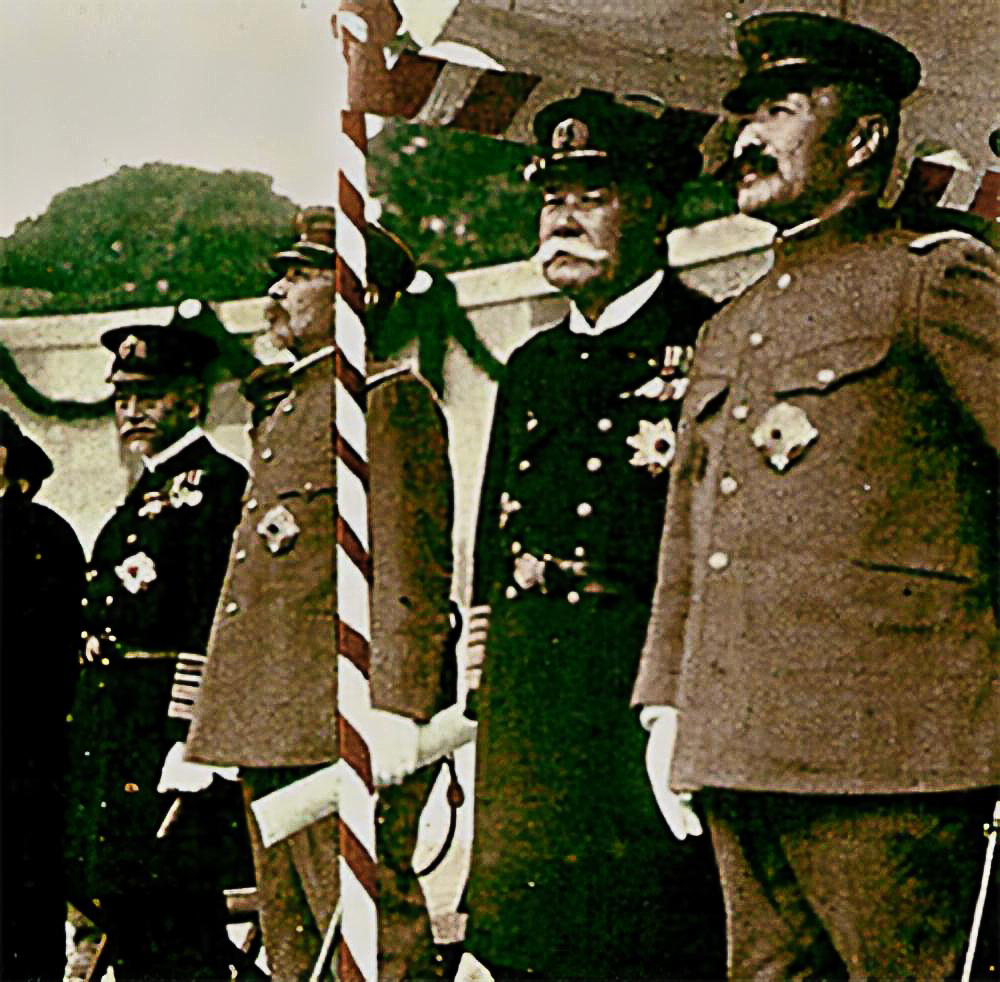
Маршалы Оку Ясуката, Того Хэйхатиро, 井上良馨 и 川村景明

Участвовал в подавлении восстания Сага, экспедиции 1874 года на Тайвань. Во время восстания Сацума защищал замок Кумамото, командуя 13-м пехотным полком.
Во время Японо-китайской войны (1894—1895) командовал 5-й дивизией 1-й армии. Впоследствии он командовал 1-й дивизией, императорской гвардии. В 1895 году ему был пожалован титул дансяку (яп. 男爵, барон). 3 ноября 1903 года ему было присвоено звание полного генерала.
Во время русско-японской войны, Оку командовал 2-й японской армией, с которой участвовал в Сражении при Ляояне, Сражении на реке Шахэ и Мукденском сражении.
1 апреля 1906 года Оку был награждён орденом Золотого коршуна 1-й степени. В 1907 году ему был пожалован титул хакусяку (яп. 伯爵, граф). В 1911 году он вышел в отставку, получив почётное звание маршала.